# Anemochoria

Owoc mniszka lekarskiego wyposażony w aparat lotny w postaci puchu

Anemochoria (wiatrosiewność) – jeden ze sposobów rozprzestrzeniania zarodników grzybów oraz zarodników, nasion i owoców u roślin, polegający na roznoszeniu ich przez ruchy powietrza. Wiatrosiewność jest bardzo rozpowszechnionym sposobem rozsiewania, szczególnie wśród roślin rosnących w górach, na stepach, pustyniach, na sawannie i na wyspach. Umożliwia rozprzestrzenianie się grzybów i roślin na duże odległości, nawet setek kilometrów. Odległość na jaką przenoszone są zarodniki i nasiona zależy m.in. od ich ciężaru i stopnia przystosowania do wiatrosiewności.
Rośliny wiatrosiewne wykształciły specjalne przystosowania:
- wytwarzają przeważnie bardzo wiele nasion,
- często posiadają specjalne komory powietrzne ułatwiające unoszenie się w powietrzu,
- nasiona i owoce posiadają specjalne aparaty lotne, umożliwiające ich długie utrzymywanie się w powietrzu, są to np. puch (np. u mniszka, ostu, podbiału) lub skrzydełka (np. u lipy, sosny, klonu),
- większość zarodników oraz niektóre nasiona (np. storczyków) nie posiadają żadnych aparatów lotnych, jedynie ich bardzo małe rozmiary i lekkość umożliwiają przenoszenie przez wiatr,
- niektóre rośliny posiadają specjalne mechanizmy balistyczne (wydmuchiwanie, kołysanie pędów z nasionami) wprawiane w ruch przez wiatr, które ułatwiają wydostanie się nasion podczas wietrznej pogody,
- u niektórych gatunków (np. mikołajek polny) całe rośliny po dojrzeniu nasion są toczone przez wiatr, podczas toczenia następuje wytrząsanie i rozsiewanie nasion. Zjawisko to występuje szczególnie u roślin typowo stepowych i pustynnych (zobacz: biegacze).